# إيفان سوبك
إيفان سوبك (ولد في 8 أبريل عام 1915 وتوفي في 5 مارس عام 2007) كان فيزيائيًا وفيلسوفًا ومؤلفًا وكاتبًا مسرحيًا وناشطًا سلميًا وإنسانيًا من كرواتيا.

## سنواته المبكرة وتعليمه
ولد سوبك في زغرب، كرواتيا (لا زالت تُدعى اسميًا بالإمبراطورية النمساوية المجرية). خلال سنواته في المدرسة الثانوية، نظّم شعبةً محليّةً لعصبة الشبيبة الشيوعية في يوغسلافيا ضمن مدرسته، وبقي عضوًا فيها حتى توقيع الاتفاق الألماني السوفييتي. ذات مرّة، هرّب سرًا حقيبةً لرجلٍ في فيينا عُرف لاحقًا بكونه جوزيف بروز تيتو. بعد إنهاء دراسته الثانوية في زغرب عام 1934، تابع دراسته في فيينا لفترة وجيزة، ثم انتقل بعدها إلى زوريخ لدراسة الرياضيات والفيزياء وعلم الأحياء والفلسفة.
مُهتمًّا بالفيزياء الكمومية وآثارها الفلسفية، انتقل إلى ليبزغ ليحصل في العام 1940 على درجة الدكتوراه في الفيزياء على يد العالم فيرنر هايزنبيرغ. عمل على المسائل المتعلقة بالموصلية الفائقة، لكن في النهاية كانت أطروحة الدكتوراه خاصته عن التوصيل الكهربائي في المعادن تحت درجات حرارة منخفضة. قبض عليه الغيستابو (الشرطة السرية الألمانية) في شهر مارس من عام 1941 لتورطه في أنشطة مناهضة للفاشية واحتُجز في السجن لعدّة أشهر. تدخل أساتذته هايزنبرغ وهوند وفون فايتسكر لإطلاق سراحه من السجن. بعد الإفراج عنه مباشرةً، وبدلًا من عودته إلى لايبزغ، عاد إلى دولة كرواتيا المستقلة وانضم إلى الحركة الشيوعية المناهضة للفاشية. لم يعُد إلى دراسة الفيزياء مرّة أخرى، مركزًا على عمله الفلسفي والأدبي.

## نشاطه العام
أيّد سولك نزع السلاح النووي الكامل غير المشروط، مُحذّرًا في عام 1944، قبل أربعة عشر شهرًا من قصف هيروشيما، من خطر إساءة استخدام الطاقة الذرية.
في عام 1946 أصبح أستاذا للفيزياء النظرية في جامعة زغرب. كان إسهامه الأهم في الفيزياء هو اكتشاف المعادلة التفاضلية للموصلية الفائقة تحت درجات حرارة منخفضة. دعا في عام 1950 إلى بناء معهد رودر بوسكوفيتش في زغرب وأصبح أحد مؤسسيه. طُرد من المعهد في عام 1958 لاختلافه مع اللجنة الفيدرالية اليوغوسلافية للطاقة النووية وعدم رغبته المشاركة في مشروع لبناء القنبلة الذرية (وهي فكرة لم تُعجِب جوزيف بروز تيتو بذاته، وتمّ التخلي عنها لاحقًا) بعد ذلك، أوقف نشاطه البحثي في الفيزياء النظرية وتابع بحثه في الفلسفة والأدب.
قُبل في عام 1960 ضمن الأكاديمية اليوغسلافية للعلوم والفنون (تُعرف باسم الأكاديمية الكرواتية للعلوم والفنون منذ عام 1991) والتي كان رئيسًا لها خلال الفترة بين عامي 1991 و1997، وأصبح رئيس جامعة زغرب في عام 1968، ليخدم في منصبه مدّة دورتين حتى عام 1972، خلال الأوقات المضطربة للربيع الكرواتي.
أسس في عام 1960 معهد فلسفة العلم والسلام، كقسمٍ من الأكاديمية اليوغوسلافية للعلوم والفنون. كان المعهد أيضًا مركزًا لحركة نزع السلاح النووي، مؤتمر بوغواش، الذي كان واحدًا من مؤسسيه وعضوًا في لجنته الدائمة. شرع في عام 1970 بإنشاء المركز المشترك بين الجامعات في دوبروفنيك. كما كان واحدًا من مؤسسي المنظمة الدولية «عالمٌ بدونِ القُنبلة». بعد عديدٍ من الخلافات والمنازعات مع الحكومة، أوقف نشاطه العام سنة 1971. من جملة الحوادث أيضًا، وَضعُ اسمه في القائمة السوداء لمشاركته في حركة الربيع الكرواتي.
وقّع في عام 1976 على بيان دوبروفنيك - فيلادلفيا، مع فيليب نويل-بيكر، وآفا هيلين باولنغ، ولينوس باولينغ، وأوريليو بيتشي، وصوفيا واداي. شارك في مؤتمر فيلادلفيا للوحدة العالمية عام 1976. وضع مبادئه الإنسانية العشرة الشهيرة، التي لطالما تكرّرت في كلّ حدثٍ أو قمةِ سلامٍ لاحقة. وقد أسس الرابطة الدولية للإنسانيين.